# Zilvergrijze ridderzwam
De zilvergrijze ridderzwam (Tricholoma scalpturatum) is een soort schimmel uit de familie Tricholomataceae. Hij is een Europese soort, die groeit in mycorrhiza-associatie met loofbomen waaronder Quercus, Fagus, Tilia en Populus, en af en toe met Pinus. Hij komt voor in naald- en loofbossen, parken, struikgewas, aan de randen van wegen. Hij produceert vruchtlichamen van juli tot oktober. Hij geeft de voorkeur aan alkalische gronden.

## Kenmerken
Hoed
De hoed heeft een diameter van 2,5 tot 8 cm. Hij is aanvankelijk gewelfd, maar wordt later plat. Hij heeft een stompe bult in het midden. De rand blijft lang opgerold. Het oppervlak is bedekt met radiale filamenten en schubben. De kleur is aanvankelijk grijsbruin met een vage paarse zweem, later wordt hij lichter en romiger. De donkergrijsbruine tot zwartbruine schubben met een roodachtige tint. Oudere exemplaren worden geel.
Lamellen
De lamellen zijn breed. De kleur is aanvankelijk wit en wordt geel met de leeftijd.
Steel
De steel is 3 tot 6 cm lang en heeft een dikte van 0,6 tot 1,2 cm. De vorm is cilindrisch met een verdikte basis. De steel is vol. Het oppervlak is longitudinaal vezelig en zijdeachtig glanzend, witachtig of licht grijs, vergeling bij oudere exemplaren.
Geur en smaak
Het vlees is wit en wordt geel met de jaren. Het heeft een vage, melige smaak en geur.

## Verspreiding
De zilvergrijze ridderzwam komt voor in Europa en Noord-Amerika. In Centraal-Europa is hij vrij gebruikelijk. In Nederland komt hij vrij algemeen voor. Hij staat niet op de rode lijst en is niet bedreigd.